# Lina Ben Mhenni
Lina Ben Mhenni (Tunisi, 22 maggio 1983 – Tunisi, 27 gennaio 2020) è stata un'attivista, blogger e marciatrice tunisina.

## Biografia
Affetta da lupus eritematoso sistemico, nel 2007 dovette sottoporsi a un trapianto di rene. Nel 2009 partecipò ai Giochi Mondiali dei trapiantati, conquistando la medaglia d'argento nella marcia.
Fu collaboratrice linguistica all'Università di Tunisi e per un periodo lavorò anche negli Stati Uniti, presso l'Università Tufts.
Dissidente politica, sfidò il regime di Ben Ali, denunciando nel contempo i soprusi subiti dalle sue connazionali. Gestì per anni il blog trilingue A Tunisian Girl (in inglese, francese, arabo) col quale si impose all'attenzione dei media durante la rivoluzione tunisina del 2011; pur specificando sempre di parlare solo a suo nome, divenne a tutti gli effetti il personaggio simbolo della protesta. Sempre in quell'anno fu invitata a unirsi ai partecipanti al Forum sulla libertà di Oslo e venne anche proposta al Nobel per la pace.

### Morte
Lina Ben Mhenni morì il 27 gennaio 2020 all'età di 36 anni per le complicazioni della malattia cronica. Il presidente della Repubblica Kaïs Saïed dichiarò i funerali di Stato e lutto cittadino, esprimendo le condoglianze alla famiglia della giovane donna.